# Ippolito (gigante)
Ippolito era, nella mitologia greca, uno dei Giganti che presero parte alla Gigantomachia. Il dio Ermes lo uccise, sfruttando l'elmo dell'oscurità di Ade che rendeva invisibili. Nato dalla Madre Terra Gea, la quale si autofecondò tramite il sangue di Urano quando Crono lo evirò.

## Influenza culturale
Ippolito appare nel libro Eroi dell'Olimpo: il sangue dell'Olimpo, appartenente alla serie Eroi dell'Olimpo, nel sogno di Piper McLean sulla riunione dei Giganti ad Atene.

## Fonti
- Biblioteca di Apollodoro, I.6.2